# Хлоридні води
Хлоридні води (рос. хлоридные воды, англ. chloridic water, нім. Chloridswasser n) — підземні води з домінуючим йоном хлору. Характерні для зон глибинних довгоіснуючих розломів. У пошуковій гідрогеохімії є важливим критерієм виявлення скупчень вуглеводнів та глибоко залеглої гідротермальної рудної мінералізації.
ХЛОРИДНО-КАЛЬЦІЄВИЙ ТИП ВОД — тип підземних вод за класифікацією Суліна, формування яких проходить у глибинній обстановці за умов гідрогеологічної закритості структур; характеризується таким числовим співвідношенням йонів: nNa/nCl<1, (nCl — nNa)/nMg>1.
ХЛОРИДНО-МАГНІЄВИЙ ТИП ВОД — тип підземних вод за класифікацією Суліна, формування яких проходить у морській обстановці; характеризується таким числовим співвідношенням йонів: nNa/nCl<1, (nCl — nNa/)nMg<1.